# Plan national de haut-débit internet (Brésil)
Le plan national pour le haut débit (Plano Nacional de Banda Larga, PNBL) est une initiative du gouvernement brésilien qui visait à élargir l'offre d'accès à haut débit à Internet jusqu'en 2014, année de la tenue de la Coupe du monde de football de la FIFA au Brésil.
Le projet a été proposé par le gouvernement brésilien en 2010 et a commencé à être mis en œuvre en 2011, en établissant comme l'un de ses principaux objectifs, les prix pratiqués pour l'accès Internet et l'accès dans tout le pays.
Le document sur lequel le plan a été élaboré, établi par le ministère des Communications définit le haut débit comme étant « celui qui permet aux utilisateurs finaux, fixes ou mobiles, qu'il s'agisse de particuliers ou d'entreprises d'avoir accès à des services basés sur la voix, les données et la vidéo », sans utiliser de chiffres précis. Ce plan a été présenté à la Présidence de la République par le Ministère des communications au début de 2010 et sa structure et son lancement ont été officialisés par le décret no 7175 du 12 mai de la même année.
Le décret donne au Comité de gestion de l'inclusion numérique (Comitê Gestor de Inclusão Digital, CGID) la coordination du PNBL et la prérogative de la fixation d'objectifs. Le Forum Brésil connecté (Brasil Conectado), organe délibérant chargé de suivre et d'améliorer le PNBL, a été subordonné au CGID.

## Objectifs
Le plan initial visait 30 millions d'accès haut débit fixes avant 2014, y compris les accès urbains et ruraux dans les domiciles, les propriétés, les entreprises et les coopératives chiffre qui a été porté à 40 millions depuis. En termes d’accès haut-débit mobile, l’objectif était de 60 millions d’accès ainsi 100% des services publics, y compris les écoles publiques, les postes de santé et les bibliothèques publiques.
Outre les objectifs quantitatifs, plusieurs lignes directrices relatives à l'amélioration de la qualité, à la stimulation de la concurrence, à la disponibilité de financement et à la réglementation sont décrites dans le plan. Parmi celles-ci, la mobilisation de la structure en fibre optique existante détenue par les sociétés d'État pour permettre la création d'un nouveau réseau fédérateur national télévision payante par câble, la réduction de la charge fiscale, le financement offert par la BNDES, la neutralité du réseau et l'exclusion des fonds Fust et Funttel (Fonds public pour le Développement des Technologies de Télécommunication).

## Première phase
En juin 2010, lors d'une réunion du Brésil Conectado Forum(Forum Brésil connecté), le président de Telebrás, Rogério Santanna, a dévoilé les critères de sélection de 100 villes devant être desservies par la première phase du PNBL, d'ici la fin de 2010, ainsi que le district fédéral et les 15 capitales qui se trouvent sur les réseaux de fibre optiques du nord-est et du sud-est du Brésil. Les critères définis ont tenu compte de la facilité de mise en œuvre, car les municipalités devaient être proches des points d’accès (jusqu’à 50   km), avoir une carence au niveau de la connexion existante et enfin, en tenant compte de la pénétration du haut débit et de l'indice de développement humain (IDH).
En août de la même année, les 100 villes choisies ont été annoncées. La liste a été critiquée par les opérateurs Internet et par l'Union nationale des sociétés de téléphonie et de téléphonie cellulaire et mobile personnelle (Sindi Telebrasil). Selon le syndicat, 97 des 100 villes choisies étaient déjà desservies par les services Internet haut-débit du secteur privé et les objectifs de couverture établis par le plan pour 2014 seraient dépassés par l'initiative privée d'ici la fin de l'année 2010.
Lors de la troisième réunion du Fórum Brasil Conectado(Forum Brésil connecté), en décembre 2010, Telebrás a annoncé un retard de l'arrivée du service dans les 100 premières villes pour avril 2011 la phase initiale de candidature n’étant pas encore terminée. Fin mai 2011, l'objectif n'avait pas encore été atteint et aucune nouvelle date n'avait été annoncée. Le président de Telebras a ensuite déclaré que le nouvel objectif était de desservir 150 villes en 2011

## Mise en œuvre
Telecomunicações Brasileiras S.A. (Telebrás), ancienne holding appartenant à l'État brésilien, a été restructurée et réactivée par le gouvernement brésilien pour devenir l'opérateur de la dorsale PNBL. Telebrás a annoncé début 2011 que l'achat des fibres optique et du matériel nécessaires pour démarrer l'opération était terminée. Le déblocage des ressources budgétaires nécessaires à l'exécution des contrats signés par le Trésor national était prévu pour juin 2011. En plus de l'infrastructure existante sous contrôle de l'État, des liens contractuels ont été également passés avec des opérateurs privés tels qu'Intelig et GVT.
Santo Antônio do Descoberto, à Goiás, a été la première ville à bénéficier de ce service. Un débit de 1 Mbit/s coûte 35 R $, mais le modem devait être acheté séparément.
En 2016, le gouvernement Dilma lançait un programme similaire, Brasil inteligente (Brésil intelligent)
En juillet 2018, le PNBL permettait à 32,2 millions de foyers brésiliens de se connecter à internet soit 7,7 millions de moins que les objectifs fixés.
Un nouveau plan, le Plano Nacional de Conectividade (Plan national de connectivité PNC)est annoncé par le ministère des sciences et des technologies en 2018.

## Critiques
Le programme a toutefois été critiqué par les associations de consommateurs et des spécialistes pour la limite de téléchargement appliquée par le plan : le forfait haut-débit est consommé en quelques heures d'utilisation. Les opérateurs ont apporté peu de soutien au plan en le masquant sur leur site Web et en ne formant pas leurs employés sur ce forfait. Des questions telles que les ventes groupées ont également été critiquées.
Des observateurs ont argumenté que ce plan avait pour but de recréer un monopole public des télécommunications (Telebrás) sous contrôle du gouvernement, une entreprise qui n'aurait pas pour but de faire du profit mais d'améliorer le bien-être social et de permettre un contrôle de l'internet par le gouvernement.
Cette politique a privilégié le Sud et le Sud-est du pays alors que ces régions densément peuplées disposaient déjà des meilleurs réseaux internet. La maitrise des coûts n'était pas la priorité de ce programme et le lancement d'un satellite en 2017 dans le cadre du PNBL a coûté 2,8 milliards de réaux et n'était pas justifié selon des spécialistes. 30 % de la capacité de ce satellite sont destinés à la surveillance des frontières brésiliennes.